# Diocèse de Härnösand
Le diocèse de Härnösand est l'un des diocèses de l'Église luthérienne de Suède. Son siège épiscopal se situe à la Härnösand de Härnösand.
Son territoire s'étend sur les comtés de Jämtland et de Västernorrland.